# Rowland Hill (rugby à XV)
Pour les articles homonymes, voir Rowland Hill et Hill.
Sir George Rowland Hill (21 janvier 1855 à Greenwich - 25 avril 1928) est un président de la fédération anglaise de rugby à XV, la Rugby Football Union. Il en est le secrétaire honoraire pendant 23 ans.

## Carrière
George Rowland Hill est pendant vingt-trois années le secrétaire honoraire de la fédération anglaise de rugby à XV, la Rugby Football Union, membre du comité pendant cinquante années et président de 1904 à 1907. C'est Rowland Hill qui entérine la séparation entre le rugby à XV et le rugby à XIII. En 1926, Rowland Hill est la première personnalité à être faite chevalier pour ses contributions au rugby à XV. L'entrée principale du stade de Twickenham porte son nom.
C'est lui qui préside en 1919 aux destinées de l'Old Blues RFC (en), un des plus vieux clubs de rugby à XV, dont l'activité cesse lors de la Première Guerre mondiale.
Il est le secrétaire de la fédération anglaise en 1893 quand une sélection de joueurs parisiens fait une tournée en Angleterre; il arbitre également le différend entre le manageur de l'équipe de Nouvelle-Zélande de rugby à XV en tournée en 1905-1906, George Dixon, et la fédération galloise, la Welsh Rugby Union (WRU), qui se disputent sur les choix des arbitres. Le désaccord grandit au point que Dixon menace de ne pas disputer les autres rencontres prévues sur le sol gallois. La WRU répond en promettant d'arrêter les rencontres pour lesquelles ses choix ne seraient pas retenus. Un accord intervient quand le président de la Rugby Football Union (RFU), Rowland Hill, propose à la fédération galloise le choix de Gil Evans (un Gallois résidant à Birmingham) comme arbitre des trois dernières rencontres.